# Удосконалення людини
Удосконалення людини — це природна, штучна або технологічна зміна людського тіла з метою покращення фізичних або розумових здібностей.

## Існуючі технології
Див. також — Біохакінг, Омолодження, Спортивна медицина, Посилення інтелекту.

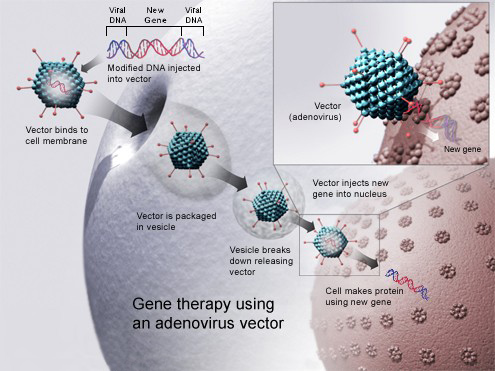
Генотерапія з використанням аденовірусного вектора може змінити генотип живої людини.

Експоненційний розвиток і нові відкриття біології, біоінженерії та біомедичної інженерії (молекулярної, генної, клітинної, тканинної, нейроінженерії), медицини (спортивна, превентивна, доказова, регенеративна, інтегративна, холістична та персоналізована медицина, геронтологія, епігенетика, нутрігенетика та нутрігеноміка, генотерапія, наномедицина), інженерії та виробництва (наноінженерія, наноматеріали, друк органів, супер'їжа) та практичного біохакінгу (здоровий спосіб життя, нейрохакінг, омолодження) можуть дозволити людству:
- Покращувати свої фізичні здібності — сила, швидкість, витривалість.
- Покращувати свої розумові (когнітивні, ментальні) здібності — пам'ять, увагу, мислення.
- Покращувати свої сенсорні здібності — зір, слух, та, навіть, сприйняття електромагнітного випромінювання чи звуку поза спектром чутливості людських органів чуття.
- Омолоджувати свій біологічний вік швидше старіння та досягти біологічного безсмертя.
- Значно модифікувати власний організм, завдяки біоінженерії (молекулярна, генна, тканинна), генотерапії, редагуванню генома, наномедицині, біоматеріалам, наноінженерії, нейроінженерії, біосенсорам й біомолекулярній електроніці та багатьом іншим галузям й наукам, і власного гармонічного саморозвитку.

### Відбір ембріонів
Репродуктивні покращення включають відбір ембріонів за допомогою передімплантаційної генетичної діагностики, цитоплазматичного трансферу та створених in vitro гамет.

### Фізичні вдосконалення
Фізичні вдосконалення включають:
- фізичні — фізичні вправи, силові тренування;
- медикаментозні та нутрицевтичні — препарати, що підвищують працездатність, супер'їжа, біологічно активні добавки, ноотропи, спортивне харчування, допінг;
- функціональні — протези та екзоскелети з електроприводом; нейропротезування;
- медичні та біохакерські  — регенеративна та персоналізована медицина, омолодження, збільшення тривалості життя, імпланти і заміна органів (див. Тканинна інженерія, Друк органів);
- косметичні —  пластична хірургія, ортодонтія, остеопатія, фейсбілдинг, розумні тату.

#### Омолодження та збільшення тривалості життя
На рівні індивідуума омолодження біологічного віку і збільшення тривалості життя можливо за рахунок комплексного впливу на всі механізми старіння, що включає впровадження принципів здорового способу життя, раціонального харчування, регулярних фізичних вправ та достатньої фізичної активності, використанню різноманітних методик та інструментів біохакінгу та омолодження, таких як біологічно активні добавки, різноманітні гаджети, лікування стовбуровими клітинами, методики обмеження калоражу (інтервальне голодування), та запобігання потенційно токсичних факторів, таких як неякісне харчування, малорухливий спосіб життя, хронічний стрес, вживання алкоголю, паління. Крім того, потенційне впровадження в загальнодоступну практику регенеративної медицини та таких методик, як генотерапія, редагування генома, наномедицина, тканинна інженерія, включно з інженерією нервової тканини та друком органів, та інших, зможуть вивести омолодження та збільшення тривалості життя на новий рівень, не обмежений рамками в 120 років.
Наприклад, рандомізоване клінічне дослідження 2021 року 43 здорових людей у віці від 50 до 72 років показало, що 8 тижнів здорового способу життя — переважно рослинна дієта, достатній та якісний сон, фізичні вправи та активне розслаблення, а також прийом пробіотиків та фітонутрієнтів — омолодили біологічний (епігенетичний) вік людей у середньому на 3.2 роки (p=0.018).
Також у 2021 році було задокументовано омолодження епігенетичного віку людини на 5 років всього за 7 місяців, за допомогою щоденної різноманітної рослинної дієти (особливо горіхи, овочі, насіння, ягоди та несолодкі фрукти), великої кількості різних дієтичних добавок (колаген, креатин, спермідин, лецитин, амінокислоти, вітаміни, поліфеноли, глюкозамін та інші).
Крім того є багато досліджень на тваринах, які показують значне зменшення біологічного віку у тварин.

#### Спортивне харчування
Спортивне харчування відіграє важливу роль у підтримці та оптимізації фізичної працездатності та спортивних результатів. Спортивне харчування охоплює науку та практику харчування та дієтичні стратегії, спеціально розроблені для задоволення унікальних потреб спортсменів та людей, які займаються інтенсивними фізичними навантаженнями. Забезпечуючи організм потрібними поживними речовинами у відповідних кількостях і в потрібний час, спортивне харчування спрямоване на підвищення спортивних результатів, сприяння відновленню та підтримку загального здоров’я та благополуччя. Правильне харчування є ключовим фактором спортивних результатів. Спортсмени мають вищі потреби в харчуванні через підвищені витрати енергії, метаболічні потреби та потреби у відновленні та зростанні тканин. Спортивне харчування зосереджується на задоволенні цих потреб шляхом забезпечення відповідних макроелементів (білків, жирів, вуглеводів), мікроелементів (вітамінів і мінералів) і балансу рідини для оптимізації продуктивності та відновлення

### Розумові вдосконалення
Основні статті — Посилення інтелекту, Нейропластичність, Нейрогенез, Інженерія нервової тканини, Нейроінженерія.
Прикладами розумових покращень є супер'їжа, ноотропи, нейростимулятори, афірмації уві сні, психопластогени та добавки, які покращують розумові функції.
Комп’ютери, мобільні телефони, різноманітні гаджети та Інтернет також можна використовувати для підвищення когнітивної ефективності. Помітні зусилля у вдосконаленні людини здійснюються завдяки взаємопов’язаним пристроям Інтернету речей (IoT) , включаючи носиму електроніку (наприклад, окуляри доповненої реальності, розумні годинники, розумний текстиль), персональні дрони, наномережі на тілі та в тілі. 

##### Ноотропи
Існує багато речовин, які, як стверджується, здатні покращити когнітивні функції людини різними способами. Ці речовини, зазвичай, називаються ноотропами, і вони потенційно можуть принести користь особам зі зниженням когнітивних функцій і багатьма різними розладами, але вони також можуть приносити результати когнітивно здоровим людям. Ноотропи можуть бути ефективними для підвищення концентрації уваги, навчання, функції пам’яті, настрою та, в деяких випадках, фізичного розвитку мозку. Деякі з них включають цитиколін, фосфатидилсерин, L-теанін, родіолу, гінкго білоба, омега-3 жирні кислоти, антиоксиданти та інші.

## Нові та перспективні технології
Багато різних форм технологій покращення людського потенціалу або зараз розробляються, або зараз проходять тестування та випробування. Деякі з цих нових технологій включають: персоналізовану медицину, генну інженерію людини та генотерапію, нейроінженерію (інтерфейси мозок–комп’ютер, нейропротезування), інженерію нервової тканини, персональний біохакінг, омолодження та збільшення тривалості життя, різноманітне кіберпрограмне забезпечення, наномедицину, тканинну інженерію, друк органів, біомолекулярну електроніку, епігеномні ліки, інженерію мікробіоти тощо.

## Спекулятивні технології
Кілька гіпотетичних технологій удосконалення людини є предметом спекуляцій, таких як: завантаження свідомості, екзокортекс та ендогенне штучне харчування. 
Завантаження розуму — це гіпотетичний процес «перенесення»/«завантаження» або копіювання свідомого розуму з мозку на небіологічний субстрат шляхом сканування та детального відображення біологічного мозку та копіювання його стану в комп’ютерну систему чи інший обчислювальний пристрій. 
Екзокортекс можна визначити як теоретичну штучну зовнішню систему обробки інформації, яка посилить біологічні когнітивні процеси високого рівня в мозку. 
Ендогенне штучне харчування може бути подібним до радіоізотопного генератора, який ресинтезує глюкозу (подібно до фотосинтезу), амінокислоти та вітаміни з продуктів їх розпаду, теоретично використовуючи тижні без їжі, якщо це необхідно.

## Див.також
- Біохакінг
- Омолодження
- Трансгуманізм
- Нейроіженерія
- Технологічна сингулярність